# Zentrum Operative Kommunikation der Bundeswehr
Das Zentrum Operative Kommunikation der Bundeswehr (ZOpKomBw) – bis Dezember 2013 noch Zentrum Operative Information – ist die Dienststelle der Bundeswehr in Mayen für die Aufgaben der Operativen Kommunikation (zunächst Psychologische Kampfführung, später dann Psychologische Verteidigung).
Die Kräfte des Zentrums Operative Information wirken auf Streitkräfte des militärischen Gegners und Konfliktparteien, aber auch die Bevölkerung fremder oder gegnerischer Staaten ein. Ziel ist hierbei deren Einstellungen und Verhalten zu ändern.
Neben der Hauptaufgabe, der Operativen Kommunikation, betreibt das Zentrum Operative Kommunikation der Bundeswehr auch den Radiosender Radio Andernach und den Fernsehsender BwTV als Truppenbetreuungssender für deutsche Soldaten in den Einsatzgebieten der Bundeswehr. Darüber hinaus stellt es der militärischen Führung Einsatzkameratrupps (EKT) zur Verfügung, die jederzeit in die Einsatzgebiete geschickt werden können. Sie übertragen dann aufbereitete visuelle Beiträge direkt an Stellen wie das Einsatzführungskommando, um diesen die Lagebeurteilung zu erleichtern.

## Struktur

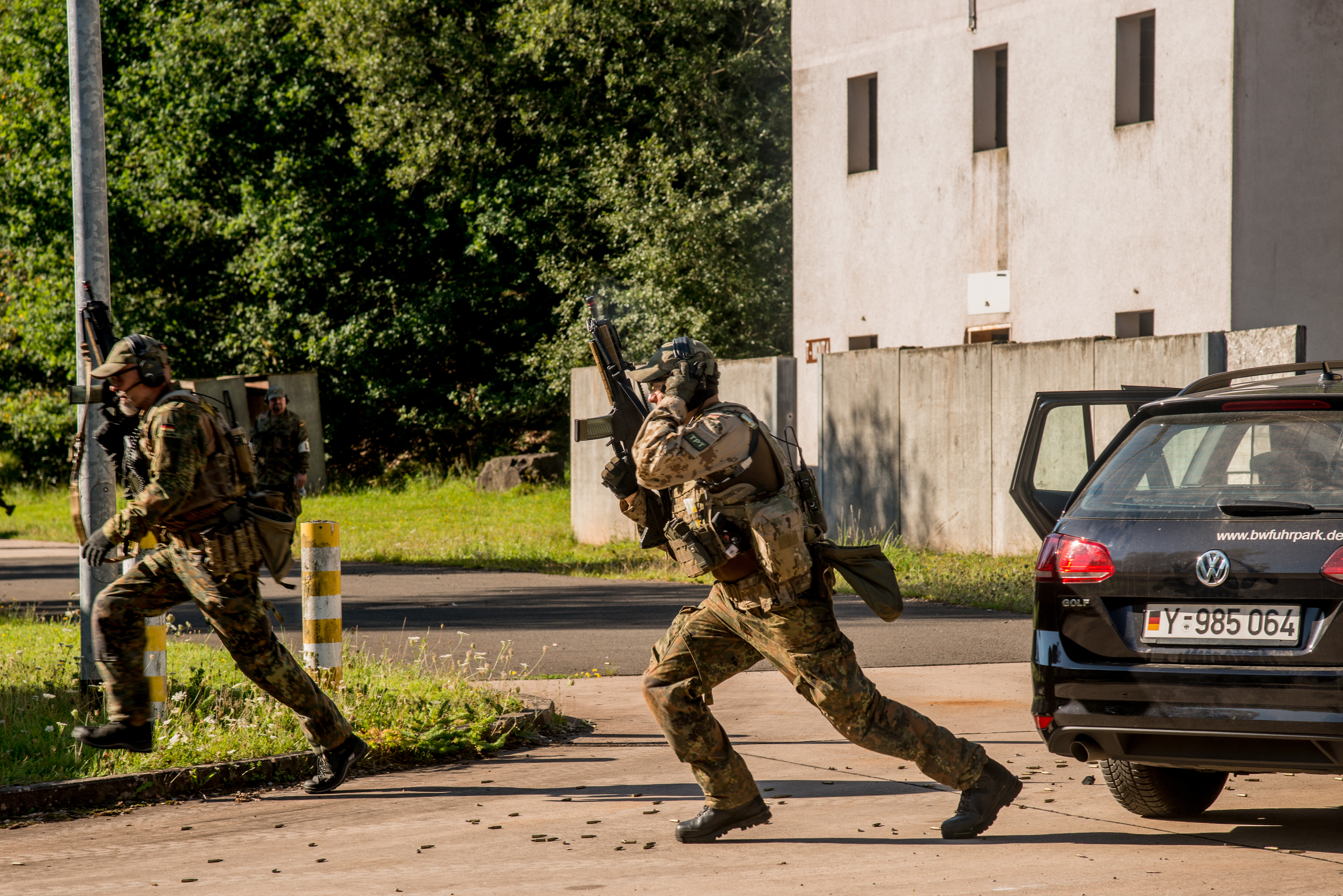
Soldaten des Zentrums für Operative Kommunikation der Bundeswehr bei einer Übung in Baumholder im August 2017

Das Zentrum Operative Kommunikation der Bundeswehr unterstand ab Juli 2017 bis zu dessen Auflösung Ende März 2023 dem Kommando Strategische Aufklärung und danach dem Kommando Cyber- und Informationsraum. Seit Juli 2017 ist das Zentrum Teil des Organisationsbereiches Cyber- und Informationsraum.
Kommandeur des Zentrums ist ein Oberst. Dem ehemaligen Zentrum Operative Information war das Bataillon für Operative Information 950, kurz: OpInfo-Bataillon 950, unterstellt. Das Bataillon war auf den Auslandseinsatz ausgerichtet und wurde am 6. Dezember 2013 aufgelöst.

## Kommandeure
| Name                      | Beginn der Berufung | Ende der Berufung  |
| ------------------------- | ------------------- | ------------------ |
| Oberst Hans-Joachim Annuß | 1. Oktober 2002     | Februar 2004       |
| Oberst Dietger Lather     | Februar 2004        | 23. Juli 2009      |
| Oberst Wolfgang Richter   | 23. Juli 2009       | 30. November 2012  |
| Oberst Christian Bader    | 30. November 2012   | 29. September 2017 |
| Oberst Stephan Gruhl      | 29. September 2017  | 1. Juli 2021       |
| Oberst Ferdi Akaltin      | 1. Juli 2021        | –                  |

## Wappen

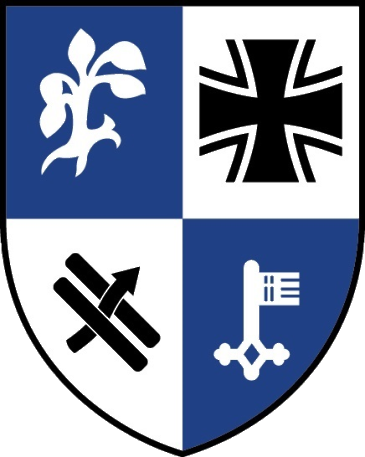
Das interne Wappen des ZOpKom

Das Wappen übernimmt die sich wiederholenden Elemente, den namensgebenden Maibaum-Buche sowie dem Schlüssel, aus dem Wappen der Stadt Mayen, Ort der Stationierung und kombiniert sie mit dem Hoheitszeichen der Bundeswehr sowie dem Zeichen der Truppe für Operative Information, es zeigt stilisiert einen sich durch zwei Schrägbalken durchschlängelnden Pfeil, der für den grenzüberschreitenden Informationsweg steht.